# وینس ادواردز
وینس ادواردز (انگلیسی: Vince Edwards؛ ۹ ژوئیهٔ ۱۹۲۸ – ۱۱ مارس ۱۹۹۶) هنرپیشه و خواننده اهل ایالات متحده آمریکا بود.

## فیلم‌شناسی
از فیلم‌هایی که وی در آن نقش داشته‌است، می‌توان کشتن، بازگشت به وحشت بالا و از جان گذشتگان را نام برد.